# پینکسیت
پینکسیت (به انگلیسی: Pinxit) واژه‌ای است برگرفته از لاتین که پس ار نام نقاش در تابلوهای نقاشی آورده می‌شود. مثلاً:
Picasso Pinxit یعنی نقاشی شده به وسیله پیکاسو. این اصطلاح مخفف "he (or she) painted it" می‌باشد.

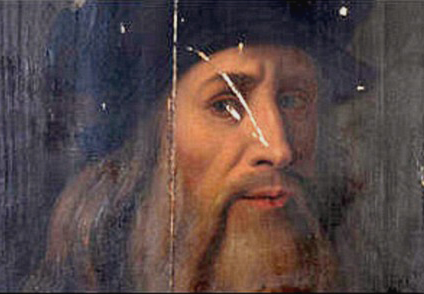
منسوب به کریستوفانو دل‌آلتیسیمو یا لئوناردو دا وینچی - پرتره یک مرد, امضا شده: پینکسیت مِئا (Pinxit Mea)